# Cis usambarinus
Cis usambarinus es una especie de coleóptero de la familia Ciidae.

## Distribución geográfica
Habita en África Oriental.